# Улица Бакунина (Торжок)
Улица Баку́нина — улица в историческом центре Торжка. Проходит на запад от площади Пушкина до Конной улицы, к ней примыкают улица Ломоносова и три переулка Бакунина. Улица сохраняет историческую купеческую застройку XVIII—XIX вв.

## История
С начала XIX века улица известна под названием Пятницкая, данным по церкви Параскевы Пятницы. В марте 1919 года Пятницкая улица переименована в честь философа М. А. Бакунина, уроженца Новоторжского уезда. Его жизнь и деятельность с улицей не были связаны.

## Примечательные здания и сооружения
По нечётной стороне
- № 1, 3 — усадьба Цвылёвых.
  - № 1 — флигель, кoнец XVIII — 1-я пoловина XIX вв., выявленный объект культурного наследия.
  - № 3 — главный дом, кoнец XVIII — 1-я пoловина XIX вв., объект культурного наследия регионального значения[2].
- № 5 — городская усадьба, главный дом кoнца XVIII века, ворота середины XIX века. Объект культурного наследия федерального значения[3].
- № 7 — жилой дом, конец XVIII — 1-я пoловина XIX вв., объект культурного наследия регионального значения[4].
- № 9 — жилой дом, конец XVIII — 1-я пoловина XIX вв., объект культурного наследия регионального значения[5].
- № 13 — городская усадьба, жилой дом и двое ворот, кoнец XVIII — начало XIX вв., выявленный объект культурного наследия.
- № 15 — жилой дом, кoнец XVIII — 1-я пoловина XIX вв., объект культурного наследия регионального значения[6].
- № 21 — дом купца Румянцева, 2-я половина XIX века, объект культурного наследия регионального значения[7].
- № 27 — жилой дом, 2-я половина XIX века, выявленный объект культурного наследия.
- № 33-35 — дом Вавулина, кoнец XVIII — начало XIX вв., объект культурного наследия регионального значения[8].
- № 43-45 — корпуса кожевенного завода, 2-я половина XVIII—XIX вв., утрачены.

По чётной стороне
- № 2 — усадьба Уваровых, кoнец XVIII — начало XIX вв., объект культурного наследия федерального значения[9].
- № 4, 6 — усадьба Цвылёвых.
  - № 4 — жилой дом, конец XVIII — 2-я половина XIX вв., объект культурного наследия федерального значения[10].
  - № 6 — жилой дом, конец XVIII — 2-я половина XIX вв., выявленный объект культурного наследия. Ныне здание занимает Всероссийский историко-этнографический музей[11].
- № 8 — усадьба Уваровых (главный дом, хозяйственная постройка, ворота), конец XVIII—XIX вв., объект культурного наследия федерального значения[12].
- № 10 — жилой дом, конец XVIII — 1-я половина XIX вв., объект культурного наследия регионального значения[13].
- № 12 — Пятницкая церковь, 1779 год, обновлено в 1830 году, объект культурного наследия федерального значения[14]. Церковь закрыта в 1937—1939 гг., здание занимала пожарная команда[1]. В 2011 году возвращена верующим.
- № 18 — пятиэтажный жилой дом, 1971 год[15], единственный многоэтажный дом на улице. В доме размещён филиал МФЦ[16].